# جاشوا جکسون
جاشوا کارتر جکسون (به انگلیسی: Joshua Jackson) (زاده ۱۱ ژوئن ۱۹۷۸) بازیگر کانادایی است.
وی بیشتر برای بازی در نقش چارلی کانوی در سریال اردک‌های قوی و نقش پیتر بی‌شاپ در سریال فرینج شناخته می‌شود.
از دیگر فیلم‌ها یا برنامه‌های تلویزیونی که وی در آن نقش داشته است می‌توان به ذخیره مورد علاقه، نفرین‌شده، شاتر، گورخر مسابقه، ایمنی اشیاء، قلب‌های ناراست، پروژه لارامی و من عاشق کار شما هستم اشاره کرد.

## زندگی شخصی
جکسون رابطه خود با دیانه کروگر بازیگر آلمانی را در سال ۲۰۰۶ شروع کرد حالا نزدیکای ۱۰سالست که باهم زندگی میکنند .